# Caseriu agrícola a la Botja
Caseriu agrícola a la Botja és una obra de Tàrrega (Urgell) protegida com a Bé Cultural d'Interès Local.

## Descripció
Cabana o caseriu agrícola orientada a l'est i situada a la partida de la Botja, a Santa Maria de Montmagastrell. Es tracta d'una construcció de planta baixa i pis i una coberta de teula àrab a dues aigües amb carener perpendicular a la façana principal. El portal, situat en un dels extrems de la façana principal, és d'arc pla i compta amb una llinda de pedra treballada -amb la data 1919-, i brancals formats per blocs de pedra revocats amb morter de calç. Al primer pis hi ha dues obertures rectangulars, i a la planta baixa una espitllera.
El parament és fet amb blocs de pedra sorrenca de diverses mides i falcats amb pedres més petites. La part inferior dels murs està completament revocada amb morter de calç.